# Like OOH-AHH
Like OOH-AHH是南韓女子團體TWICE的出道單曲，由JYP娛樂於2015年10月20日發行，作為她們首張迷你專輯《The Story Begins》的主打歌。這首歌由黑眼必勝與Sam Lewis共同創作與譜曲。

## 歌曲構成
〈Like Ooh-Ahh〉是一首被形容為「Color Pop」風格的舞曲，融合了嘻哈、搖滾和節奏藍調等多種音樂元素。這首歌的製作團隊包含黑眼必勝與作詞人Sam Lewis，他們曾參與Miss A〈Only You〉等熱門歌曲的創作與製作。

## 音樂錄影帶
2015年10月20日，〈Like Ooh-Ahh〉的音樂錄影帶於JYP娛樂的YouTube頻道公開，由製作團隊Naive的金英喬與柳昇佑執導。影片開場是TWICE成員們身處在一間破舊的醫院裡，周遭滿是殭屍，但她們幾乎毫不在意，一邊穿梭在醫院走廊、屋頂和巴士上載歌載舞，最終還與殭屍們一起跳舞。結尾處，一名殭屍聽到自己的心跳聲，慢慢恢復成人類。歌曲的舞蹈由1Million Dance Studio的Lia Kim與JYP娛樂的編舞師尹熙昭共同編排。
2016年11月11日，這支MV在YouTube上突破1億觀看次數，使TWICE成為第四個達成此紀錄的韓國女團，同時也是出道曲MV中首度達成此里程碑的作品。2017年11月2日，〈Like Ooh-Ahh〉的觀看次數突破2億，成為TWICE第三支達成此數字的MV。到了2024年7月，這支MV的觀看次數已突破5億，成為該團第八支達成此成就的作品。

## 商業表現

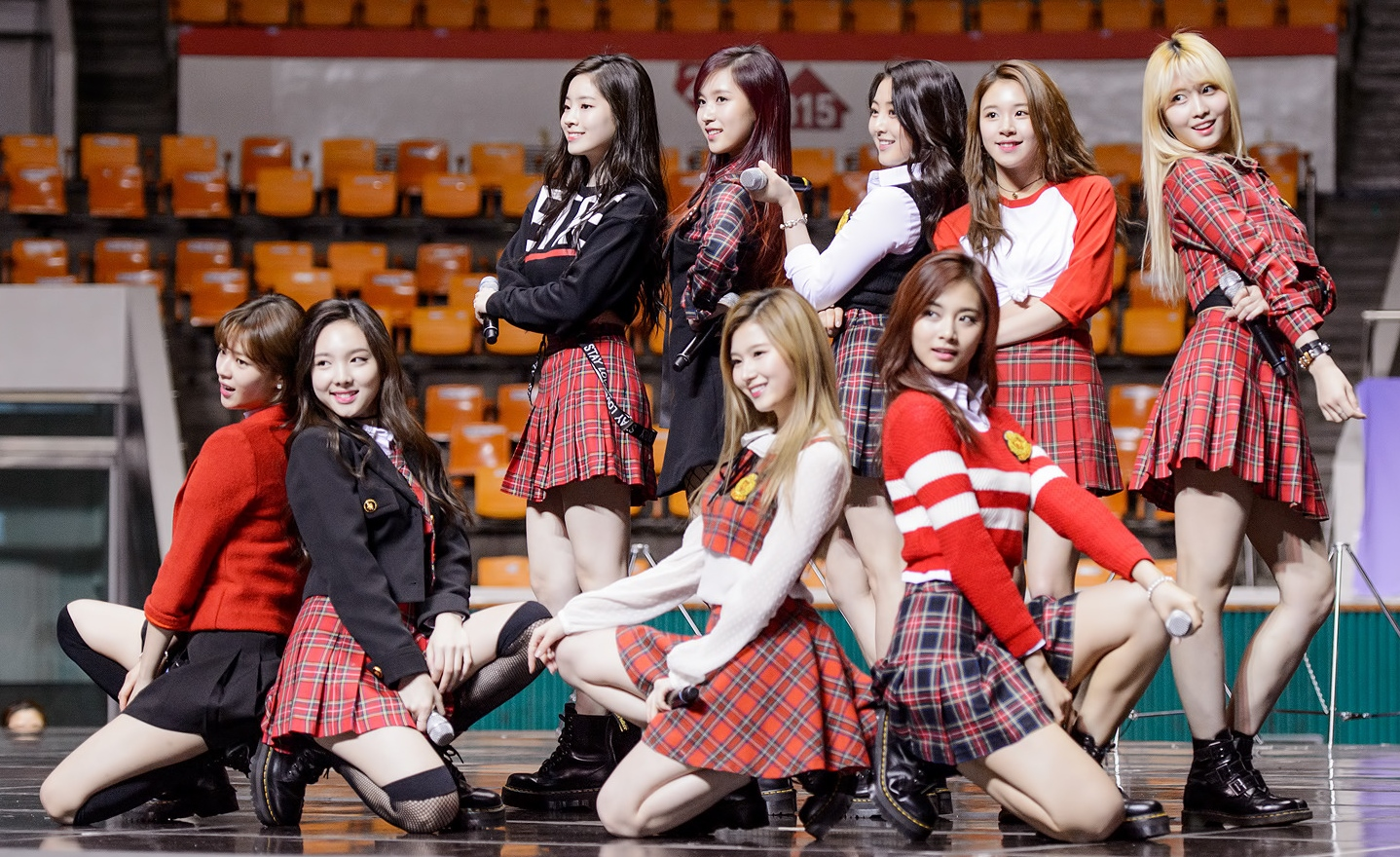
2016年2月的表演

〈Like Ooh-Ahh〉在Gaon數位榜上初登場名列第22位。隨著好口碑的擴散，加上舞台表演受到關注，這首歌的排名逐漸上升，發行三個月後達到第10名的最高名次。根據韓國媒體報導，對於新人女團來說，這樣的成績相當罕見。
在海外方面，這首歌在Billboard的「世界數位歌曲銷售榜」上拿下第6名，在「Billboard Japan Hot 100」上名列第27名，在「菲律賓熱門100榜」則是第49名。
截至2017年2月，〈Like Ooh-Ahh〉在Gaon音樂榜上的串流次數突破1億次，到了2018年7月，下載量超過250萬次。

## 日文版
2017年2月24日，TWICE正式宣布將於6月28日在日本出道，並推出精選專輯《＃TWICE》，收錄包含〈Like Ooh-Ahh〉在內的十首歌曲，且每首皆收錄韓文版與日文版。日文歌詞由Yhanael填寫。

## 榜單
| Chart (2015–2017)                       | Peak position |
| --------------------------------------- | ------------- |
| Japan (Japan Hot 100)                   | 27            |
| Philippines (Philippine Hot 100)        | 49            |
| Philippines (BillboardPH K-pop Top 5)   | 4             |
| South Korea (Gaon)                      | 10            |
| US World Digital Song Sales (Billboard) | 6             |

| Chart (2016)       | Position |
| ------------------ | -------- |
| South Korea (Gaon) | 16       |

| Chart (2017)          | Position |
| --------------------- | -------- |
| Japan (Japan Hot 100) | 56       |

## 認證與銷售
| 地區                 | 认证 | 认证单位/销量 |
| -------------------- | ---- | ------------- |
| South Korea          | —    | 2,500,000     |
| Streaming            |      |               |
| 日本（日本唱片協會） | 金   | 50,000,000†   |
| South Korea          | —    | 100,000,000   |
| †僅含認證的銷量      |      |               |